# 成绩
成绩泛指工作或学习中获得的成功、成果。成绩被量化后可以广泛应用于生活中。
在教育领域，老师用成绩来衡量学生在一定时期内的学习状况。这个意义上的成绩概念，最早是由一位名叫威廉·法来喜（William Farish）的老師提出的，并于1792年由剑桥大学首次应用。